# Jamilena
Jamilena er en by og kommune i det sydlige Spanien i provinsen Jaén. Den har et indbyggertal på 3.298 (2024) indbyggere.